# Makszim Alekszandrovics Csudov
Makszim Alekszandrovics Csudov  (oroszul: Максим Александрович Чудов; Baskírföld, 1982. november 12.) orosz sílövő. 1998-ban kezdett el foglalkozni a biatlonnal. 
A sportpályán kívül hivatásos katonaként tevékenykedő sportoló 2002-ben szerepelt első alkalommal nagy nemzetközi viadalon, az Olaszországban megrendezett junior világbajnokságon, ahol az üldözőversenyben a második helyen végzett. 2005-ig a különböző ifjúsági versenyeken valamint az Európa-bajnokságokon indította az orosz sílövő szövetség, kilenc érmet szerezve hazájának, melyből hat első helyezés volt.
A felnőtt mezőnyben, 2005-ben mutatkozott be, a világkupában. Világbajnokságon 2007-ben szerepelt először, a viadalt egy ezüstéremmel az üldözőversenyben és egy, az orosz váltóval szerzett aranyéremmel zárta. A 2008-as világbajnokságon az öt versenyszámból, amelyeken indult, négyen felállhatott a dobogó valamelyik fokára: két arany, egy ezüst és egy bronzéremmel térhetett haza. Egy évvel később, 2009-ben viszont ennél jóval szerényebb eredményeket ért el, egyetlen második helyet szerezve az üldözőversenybe.
Olimpián 2006-ban, Torinóban indult először, ahol a legjobb helyezése a kilencedik volt sprint illetve üldözőversenyben.

## Eredményei

### Olimpia
| Év   | Világbajnokság | Versenyszám | Versenyszám | Versenyszám   | Versenyszám | Versenyszám | Versenyszám |
| Év   | Világbajnokság | Egyéni      | Sprint      | Üldözőverseny | Tömegrajtos | Váltó       |             |
| ---- | -------------- | ----------- | ----------- | ------------- | ----------- | ----------- | ----------- |
| 2006 | Torino         | 32          | 9           | 9             | 15          | ----        |             |
| 2010 | Vancouver      | ----        | 63          | ----          | ----        | 3           |             |

### Világbajnokság
| Év   | Világbajnokság     | Versenyszám | Versenyszám | Versenyszám   | Versenyszám | Versenyszám | Versenyszám  |
| Év   | Világbajnokság     | Egyéni      | Sprint      | Üldözőverseny | Tömegrajtos | Váltó       | Vegyes váltó |
| ---- | ------------------ | ----------- | ----------- | ------------- | ----------- | ----------- | ------------ |
| 2005 | Hochfilzen         | ----        | 36          | 31            | ----        | ----        | ----         |
| 2006 | Pokljuka           | ----        | ----        | ----          | ----        | ----        | 16           |
| 2007 | Antholz-Anterselva | ----        | 13          | 2             | 22          | 1           | ----         |
| 2008 | Östersund          | 5           | 1           | 2             | 3           | 1           | ----         |
| 2009 | Phjongcshang       | 10          | 5           | 2             | 7           | 6           | ----         |
| 2010 | Hanti-Manszijszk   | ----        | ----        | ----          | ----        | ----        | 4            |

### Világkupa
| Helyezés | 60 | 13 | 12 | 7 | 5 | 17 |

| 2005/06    | | Breznóbánya Egyéni | Oberhof Sprint Antholz-Anterselva Sprint                                                              |
| 2006/07    | Hochfilzen Váltó Oberhof Váltó Antholz-Anterselva Váltó (VB) Hanti-Manszijszk Üldözőverseny            | Hochfilzen/Breznóbánya Sprint Hochfilzen/Breznóbánya Váltó Ruhpolding Váltó Antholz-Anterselva Üldözőverseny (VB) Hanti-Manszijszk Sprint | Oberhof Üldözőverseny                                                                                 |
| 2007/08    | Pokljuka Váltó Östersund Sprint (VB) Östersund Váltó (VB)                                              | Hochfilzen Váltó Oberhof Váltó Ruhpolding Váltó Ruhpolding Sprint Ruhpolding Üldözőverseny Östersund Üldözőverseny (VB)                   | Kontiolahti Egyéni Östersund Tömegrajtos (VB)                                                         |
| 2008/09    | Hochfilzen Váltó Hochfilzen Egyéni Oberhof Sprint                                                      | Phjongcshang Üldözőverseny (VB) | |
| 2009/10    | Ruhpolding Váltó                                                                                       | Hochfilzen Váltó Oslo Holmenkollen Sprint                                                                                                 | Vancouver Váltó (O)                                                                                   |
| 2010/11    | | | Presque Isle Vegyes váltó                                                                             |
| Összesítés | Egyéni: 1 Sprint: 2 Üldözőverseny: 1 Tömegrajtos: 0 Váltó: 7 Vegyes váltó: 0 ------------ Összesen: 11 | Egyéni: 1 Sprint: 4 Üldözőverseny: 4 Tömegrajtos: 0 Váltó: 6 Vegyes váltó: 0 ------------ Összesen: 15                                    | Egyéni: 1 Sprint: 2 Üldözőverseny: 1 Tömegrajtos: 1 Váltó: 1 Vegyes váltó: 1 ------------ Összesen: 7 |

- O - Olimpia és egyben világkupa forduló is.
- VB - Világbajnokság és egyben világkupa forduló is.